# Ротатор на Фарадей
Ротаторът на Фарадей е поляризационен ротатор, основан на ефекта на Фарадей. Това е магнитооптичен ефект, наблюдаван при разпространението на светлината през материала, когато към него е приложено надлъжно статично магнитно поле. Докато светлинната вълна преминава през устройството, състоянието на поляризация (оста на линейната поляризация или ориентацията на елиптичната поляризация) се завърта, което се обяснява с леката разлика във фазовата скорост между лявата и дясната кръгова поляризация. Това е пример за кръгово двойно лъчепречупване (както при оптично активните материали), но в случая се проявява само в присъствието на магнитно поле. Кръговото двойно лъчепречупване, изразяващо се в разлика в скоростите на разпространение между противоположните кръгови поляризации, се различава от линейното двойно лъчепречупване, което също трансформира поляризацията на вълната, но без да се наблюдава завъртане.
Поляризационното състояние на преминалата вълна се завърта пропорционално на приложеното надлъжно магнитно поле по формулата:
{\displaystyle \beta =VBd},
където {\displaystyle \beta } е ъгълът на въртене (в радиани), B е плътността на магнитния поток в посоката на разпространение (в тесла), d е дължината на пътя (в метри), по който светлината и магнитното поле взаимодействат, и V е константата на Верде за материала. Тази емпирична константа на пропорционалност (в мерни единици радиани на тесла на метър, {\displaystyle rad \over Tm}) варира в зависимост от дължината на вълната и температурата и е различна за различните материали. Въртенето на Фарадей е рядък пример за нереверсивно оптично разпространение. Въпреки че реверсивността е основен принцип на електромагнетизма, привидната нереверсивност в този случай е резултат от това, че не се отчита статичното магнитно поле, а само полученото устройство. За разлика от въртенето в оптично активна среда, като например захарен разтвор, отразяването на поляризиран лъч обратно през същия ротатор на Фарадей не отменя промяната на поляризацията, която лъчът е претърпял при преминаването си напред, а всъщност я удвоява.
Ако са възникнали неволни отражения надолу по веригата от линейно поляризирания източник, след прилагане на въртене от 45 градуса от ротатора на Фарадей, те ще се върнат с поляризация, завъртяна на 90 градуса и могат просто да бъдат блокирани с поляризатор; това е основата на действие на оптичните изолатори, използвани за предотвратяване на нежелани отражения в оптичната система (особено при лазер). Разликата между въртенето на Фарадей и другите механизми за въртене на поляризацията е както следва: В оптично активна среда посоката на поляризиране се усуква или върти по същия начин (например като десен винт) за всяка посока, като в случай на плоско отражение първоначалното въртене се компенсира, връщайки падащия лъч в първоначалната му поляризация. От друга страна, в ротатора на Фарадей пропускането на светлина в противоположни посоки на разпространение изпитва действието на магнитното поле също в противоположни посоки и тъй като въртенето (спрямо посоката на разпространение) се определя от магнитното поле (виж по-горе уравнението), че въртенето е противоположно между двете посоки на разпространение.